# 고삼이 집나갔다
《고삼이 집나갔다》는 네이버 웹툰에서 미티가 연재했던 웹툰이다. 《남기한 엘리트 만들기》의 후속작이다. 그간 여러 가지 작품에서 하나의 장치로만 등장하던 가출이라는 상황을 주요 소재로 내세웠으며 제목 그대로 가출을 감행한 열아홉살 남학생들이 주요인물로 나온다. 연재하고 얼마 안있어 금세 일요일 웹툰 상위권에 기록될만큼 엄청난 인기를 끌었으며 현역 톱스타 아이유가 분량을 늘려달라고 트위터를 남겼을 정도.
이 웹툰은 '에필로그' 편이 연재 될 때까지 실화 문제로 논란이 많았던 웹툰이였다. 그러나 '에필로그'에서 작가의 가출 경험으로 그려진 만화라고 밝힌 바 있다. 이제까지 실화문제로 논란이 일거졌던 2007년 가출 사건을 바탕으로 만들어진 웹툰이 아닌 것을 밝혔다.

## 등장인물
- 이고삼(19세)

이름의 모티브는 고3. 캐릭터 모티브는 미티 작가 본인.
열심히 수능공부에 전념하는 열아홉살 남학생이었으나 '똥통학교'라 불리는 별볼일없는 학교배경 때문에 좋은대학 가기란 하늘의 별따기보다 더 어렵다는걸 알고는 본격적인 입시철이 시작되기도 전에 좌절감을 먼저 맛보게 된다. 더군다나 은일의 소개로 최인서를 알게 된 이후로는 여러 가지 거짓말까지 늘어놓는 바람에 심적으로도 많이 초조하고 지친 상황. 그러다 부모님이 주신 과외비를 도둑맞고 나서는 편지 한장 남겨두고 가출을 하게 된다. 처음에는 그냥 하루이틀만 하고 돌아갈 생각이었지만 예상치 못한 상황에 일은 꼬여가기 시작했고 결국 조폭들에게 붙잡혀 술집에 팔려가는 지경에까지 이른다. 예상외로 잔머리 돌아가는 솜씨가 정말 빠른데다 임기응변 기술도 좋은 편이다.
- 정채성(19세)

이름의 모티브는 정체성.
고삼의 중학교 동창이었지만 고등학교에 입학한 뒤 고삼이 은일과 건용과 어울리기 시작하면서 멀어진다. 그러던 어느날 고삼보다 가장 먼저 집을 나갔고 이후 생각없이 피시방이나 떠돌아다니다 우연찮게 만나게 된 고삼, 조공, 건용과 함께 다니게 된다. 가출생활을 많이 해본것인지 가출청소년의 특성을 잘 파악하고 있으며 그 때문에 우연찮게 굴러들어온 곽연나가 실은 절도범이란걸 곧바로 알아채고 붙잡는다. 공과 건용이 돌아간 이후 둘이서만 남게 된 상황에서 흥신소 직원들에게 붙잡혔고 집으로 돌아왔지만 여동생이 가출을 했다는 사실을 안 후 다시 집을 나온다.
- 고건용(19세)

고삼의 고등학교 친구. 얼굴이 험악한 아저씨 인상이라서 종종 선생님으로 오해를 많이 받는 편이다. 하지만 생긴것과는 달리 속마음이 많이 여린편이라 미저리 선생의 주선으로 주유소 알바를 할땐 사장에게 된통 잔소리 듣는다. 제대로된 집한칸없이 컨테이너 박스에서 지내고 있지만 그 컨테이너를 강제 철거하려는 사람들 사이에서 시위를 하던 아빠가 다쳐서 병원에 실려갔다는 소식을 듣고는 가출 40일만에 집으로 향했다.
- 조공(19세)

이름의 모티브는 조공.
고삼과 같은반을 다니는 범생이 포지션. 같은반 장멸치에게 날마다 시달리는 꼬봉신세다. 미술을 좋아해서 그림을 정말 잘 그리지만 의대진학을 강요하는 엄마의 치맛바람에 시달리느라 극심한 스트레스에 시달리고 있으며 한번은 아파트 옥상에 올라가 자살시도까지 했을 정도. 이후 고삼과 함께 가출생활을 하게 된다. 하지만 고삼으로부터 자신만 집으로 돌아가라는 말을 듣고는 처음에는 엄청난 충격을 받지만 곧 그의 뜻을 눈치채고는 가출 34일만에 제일 먼저 집으로 돌아왔다. 이후 엄마에게는 당당하게 미술을 하고싶다고 밝혔고 장멸치에게도 신경끄라고 맞서는 등 휘둘리기만 하던 이들에게 당당하게 맞선다.
- 남은일(19세)

이름의 모티브는 남은 1人의 줄임말.
함께 다니던 고삼과 건용이 가출해버리는 바람에 하루아침에 외톨이 신세가 된 남학생. 본인 나름대로 사라진 친구들을 찾아나서기 시작한다.
- 최인서(20세)

은일의 소개로 알게 된 고삼의 여자친구. 친구들에게는 대기업 사장의 딸이라고 소개했지만 나중에 드러난 바에 의하면 이는 거짓말이었다. 중학교 시절, 전학간 학교에서 짝이 된 '민해'라는 소녀로 인해 반 아이들에게 집단따돌림을 당하기 시작했고 그 충격으로 1년동안 휴학한 뒤 방안에만 틀어박혀 있는 폐인이 된다. 그러던 어느날 텔레비전 뉴스에서 대기업 사장이라는 자신의 아빠와 나이까지 똑같은 동명이인을 보게된다. 이후 순간적인 물욕에 사로잡혀 저런 아버지만 있었으면 자신이 따돌림을 당할일도 없었다는 착각을 했고 복학을 하면서 전학간 학교 친구들에게 이같은 거짓말을 시작한 것이다. 남몰래 '초희'라는 가명으로 양사장네 가게에서 접대부로 일하던 도중 마찬가지로 그의 술집에서 서빙일을 하게 된 고삼과 맞딱드렸고 이때부터 양사장 일당을 통수치려는 고삼을 도와주기 시작한다.
- 이대일(20세)

이름의 모티브는 대1.
고삼의 연년생 형. 과거 잘나가는 일진 출신이었지만 지금은 모든 불량배 생활을 청산하고 공장에서 임시적으로 일하며 착실하게 살고있다. 어느날 고삼의 가출소식을 들은후 일까지 때려치우고 동생 찾는 일에만 열심히 한다. 가출생활이 길어질수록 자신처럼 타락할 위험이 있기 때문. 연재 초반만 해도 별다른 존재감이 없었지만 머리를 짧게 자르고 동생을 찾아달라며 일진시절 불량배들에게 무릎을 꿇는 모습이 나온이후 인기가 급부상한다. 이때부터는 '동생에 대한 우애가 남다른 좋은 형'으로 인기몰이를 하지만 일각에서는 학교폭력을 저지른 일진을 미화시킨다는 부정적인 의견도 존재했다.
- 곽연나(16세)

건용이 랜덤채팅을 하면서 알게 된 중3 가출소녀. 갈곳이 없다며 건용에게 하룻밤만 재워달라고 사정했고 그들이 지내는 원룸아파트까지 오게 되지만 실제 목적은 금품털이. 하지만 단지 잘곳이 없다는 이유만으로 모르는 남자를 너무 쉽게 따라온 그녀를 수상히 여긴 채성에게 들통나는 바람에 실패하고는 빈손으로 돌아간다. 어느날 자기 가출팸에 들어온 채연을 겉으로는 초코송이라 부르며 쌀쌀맞게 대하지만 속으로는 그녀를 동생처럼 아끼고 있다. 함께 술집에 팔려왔을때도 그녀를 더 우선적으로 챙겨줬을 정도.
- 정채연(15세)

채성의 여동생. 오빠가 집을 나간후 날마다 술을 마시는 아빠의 폭행을 견디다 못해 충동적으로 집을 나왔고 우연히 들어오게 된 가출팸에서 연나와 만난다. 이후 같은 팸 남자들의 사주로 조폭들에게 납치당해 술집에 팔려가게 됐지만 고삼의 도움으로 간신히 빠져나왔다.
- 조공 엄마

공의 엄마. 아들 셋을 모두 의사로 만들어놓기 위해 온갖 물심양면 지원을 하던도중 막내가 집을 나갔다. 하지만 이런 상황속에서도 아이의 안위보다는 아이의 입시를 더 걱정하며 경찰을 마다하고 흥신소라는 불법시설을 동원한다. 하지만 돌아온 아들이 자신이 원하는 그림을 그리며 행복해하는 모습을 본후 그간의 삐뚤어진 집착성을 모두 벌이고 아들의 꿈을 응원해준다.
- 다차자다컴 2인

공의 엄마에게서 의뢰를 받은 흥신소 직원들. 전직 형사였다. 쉽게 잡을 수 있을거라 생각한 고삼 일행이 자신들을 따돌리고 유유히 도망가버리자 승부근성이 발동해 건용을 집으로 돌려보내는데 성공하고 채성까지 잡아들였다. 하지만 우연찮게 얼굴에 상처가 난 채 여자아이를 폭행하고 있는 한 남자를 보게되는데 그 남자가 바로 채성의 아버지라는 사실을 알게된후 가출한 아이들을 무작정 잡아들이기만 해선 될일이 아니라는걸 깨닫고는 여동생을 찾는 채성을 물심양면으로 도와준다.
- 미저리

고삼과 은일의 과외선생님. 미저리는 두사람이 부르는 별명이다. 가출한 아이들이 집으로 돌아간다고 해도 또 가출을 할 것이라는걸 잘 아는지라 처음부터 고삼을 무작정 집으로 돌려보내기보다는 세 사람이 함께지낼 원룸과 주유소 알바자리까지 구해다 주며 직접 겪어보라고 등떠민다.
- 주유소 사장

고삼, 채성, 건용이 일하게 된 주유소 사장. 유독 건용에게만 못되게 군다. 나중에 밝혀진 사실에 의하면 그는 미저리의 대학선배였다. 그래서 세사람이 유학생이라고 거짓말을 쳤을때도 모르는척 해온것이다. 건용만 못되게 군것도 후배의 부탁 때문이었다. 고삼으로부터 건용의 이야기를 듣고는 단박에 '겉으로는 센척하지만 속은 유약한 아이'라는걸 눈치채고는 세상의 험한맛을 가르쳐 주기위한 그녀의 생각이었던 것이다.
- 양사장

인서가 일하는 술집 사장. 고삼이 가출한지 얼마 안됐을 때 오게 된 찜질방에서 안면이 트였고 이후 만원의 차량블랙박스 영상으로 협박을 해서 가게 직원으로 고용한 다음 인질로 사로잡는다.
- 오만원(20세)

중학교 시절, 대일을 비롯한 일진 패거리들에게 학교폭력을 했고 그것때문에 약을 먹고 자살시도까지 한다. 이후 학교를 자퇴해버리고 술집 종업원으로 일하게 된다. 예전 자기차를 훔치려던 고삼의 절도행각이 촬영된 블랙박스 영상을 빌미로 그를 협박하기 시작한다.
- 백실장(20대 후반)

은발머리를 가진 남자. 양사장네 술집에서 일하는 실장. 정확한 이름은 나오지 않고 그냥 백실장으로만 불린다. 과거, 전도유망한 운동선수였고 대학도 체육특기생 전형으로 들어갈 예정이었지만 사고로 운동을 그만둔후 뒷골목을 전전하는 신세였다. 그래서 마찬가지로 집을 나와 뒷골목을 전전하는 고삼을 과거의 자신과 닮았다고 생각해 위험을 무릅쓰고 성심성의껏 챙겨준다. 하지만 그 역시 양사장과 한패인지라 고삼은 이런 호의를 쉽사리 믿지 않는다.
- 채성 아빠

채성과 채연 남매의 아버지. 아들을 구하기 위해 불길속에 뛰어들었고 그 일로 얼굴에 끔찍한 화상자국을 갖고있다. 직업도 없이 매일 술만 마시며 가족들을 폭행하고 다녔지만 채성의 말을 들은후 뒤늦은 반성을 하며 사라진 자식들을 찾아나서기 시작한다.
- 오풍수&독고영재

양사장과 짜고치는 조폭 수장. 힘없는 어린애들을 잡아들여 술집 종업원 일을 시킨다.
- 강성재

서울중앙지검에 소속된 검사. 양사장, 오풍수, 독고영재를 오래전부터 쫓고 있었다.